# مرد جنگلی (فیلم)
مرد جنگلی (به انگلیسی: The Woodsman) فیلمی محصول سال ۲۰۰۴ و به کارگردانی نیکول کاسل است. در این فیلم بازیگرانی همچون کوین بیکن، کیرا سجویک، ایو، مس دف، دیوید آلن گرایر، بنجامین برت و مایکل شنون ایفای نقش کرده‌اند.